# 卡皮唐迪坎波斯
卡皮唐迪坎波斯（葡萄牙語：Capitão de Campos）是巴西皮奥伊州的一个市镇。总面积538.681平方公里，总人口10776人，人口密度20人/平方公里。